# Полиэтиленовый пакет

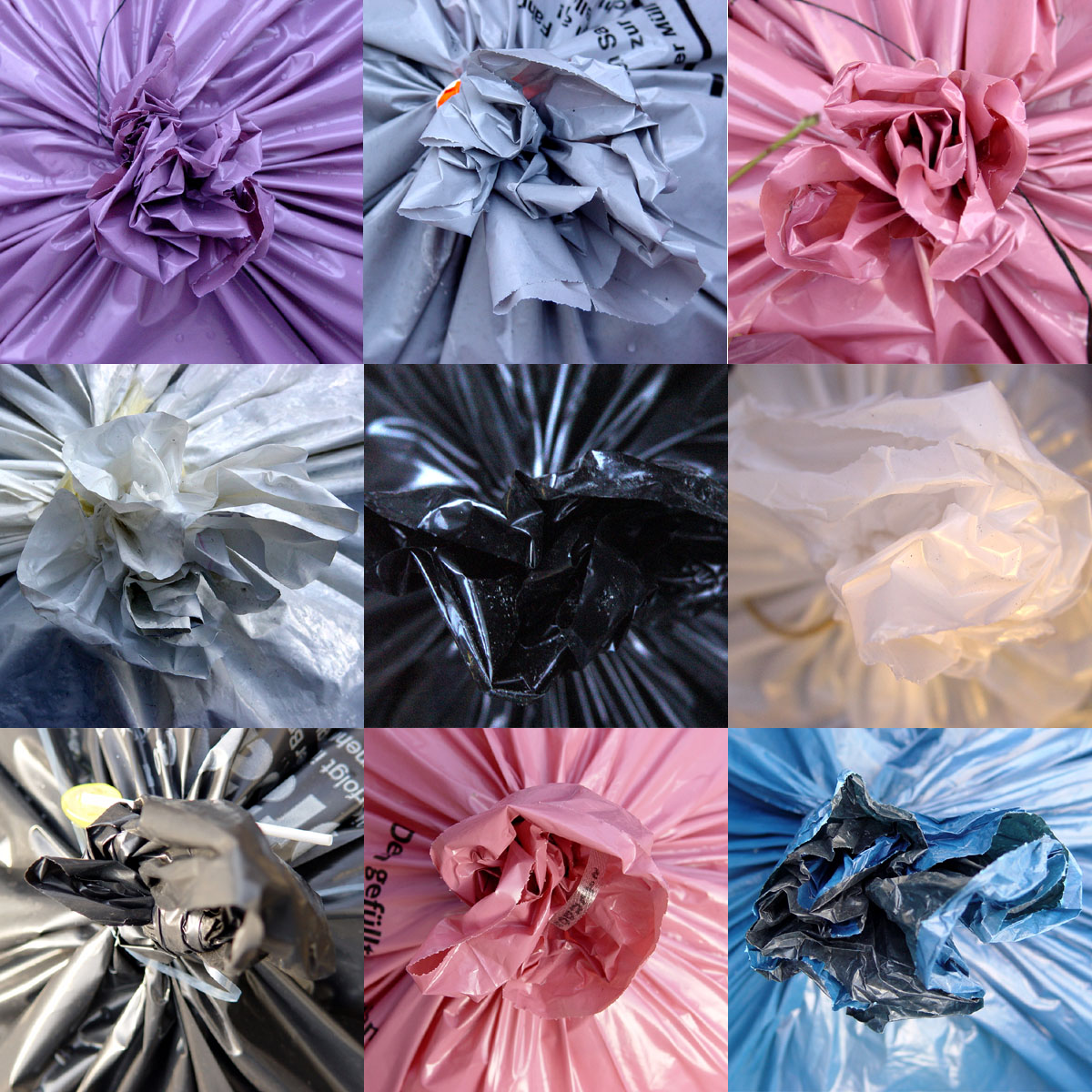
Пакеты для мусора

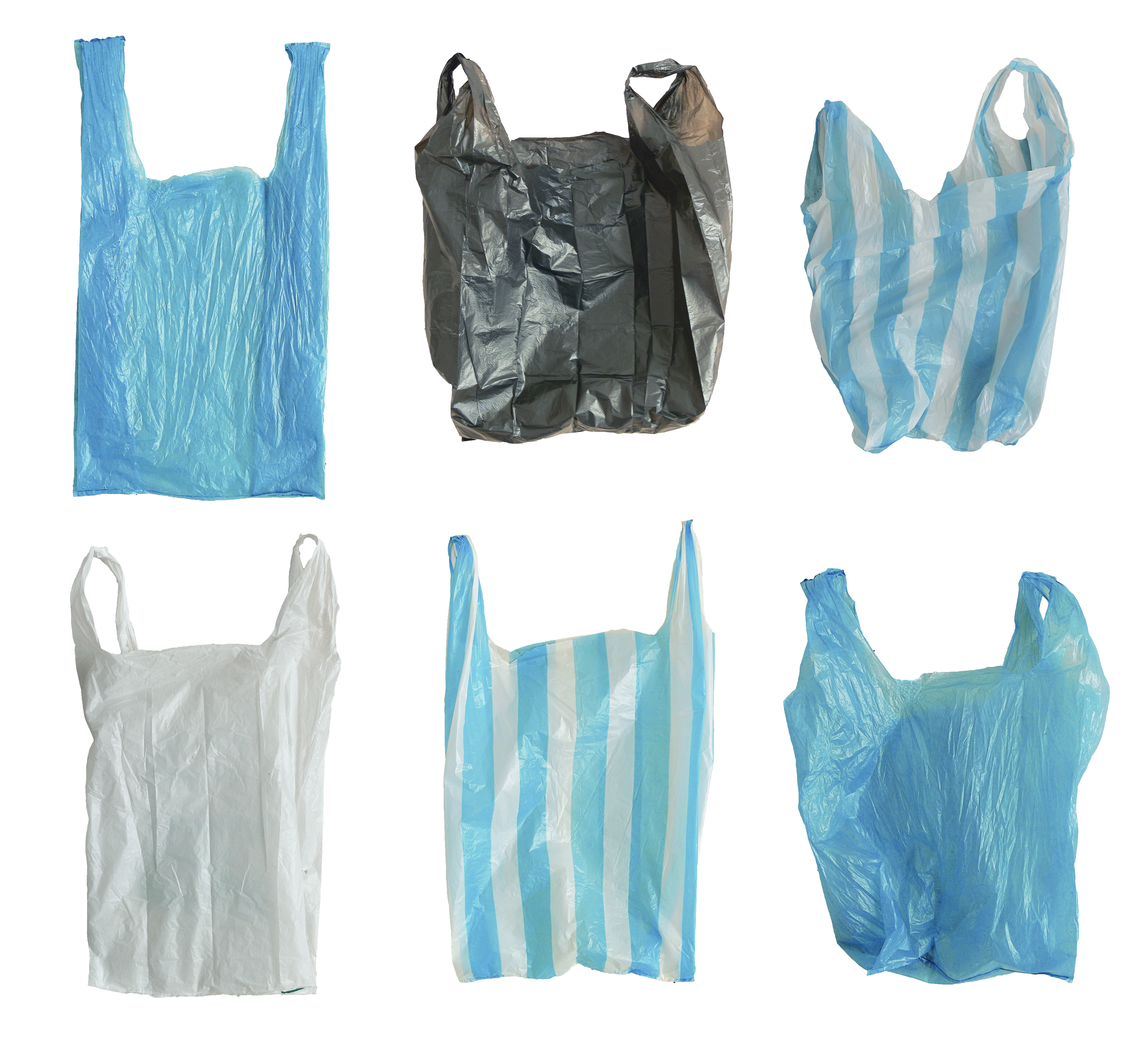
Нейлоновые сумки

Полиэтиле́новый паке́т — применяемый для переноски и хранения вещей и материалов мешок, изготовленный из полиэтилена (полиэтиленовой плёнки).

## История
Обычный фасовочный пакет впервые был произведён в США в 1957 году и был предназначен для упаковки сэндвичей, хлеба, овощей и фруктов. К 1966 году в такие пакеты фасовалось около 30 % хлебобулочных изделий, производимых на территории этой страны. К 1973 году объём производства пакетов в Западной Европе составил 11,6 млн штук. В 1982 году в крупнейших торговых центрах в продаже появляются полиэтиленовые пакеты с ручкой (т. н. «майки»). Ежегодно в мире используется до 5 трлн пластиковых пакетов. Средний срок службы пластиковых пакетов от пункта продажи до пункта назначения составляет 12 минут. К 2002 году суммарный общемировой объём выпуска полиэтиленовых пакетов исчислялся в диапазоне от 4 до 5 трлн штук в год. Около 320 пакетов на душу населения были использованы в 2014 году.

## Виды
Материалы изготовления пластиковых пакетов:
- Полиэтилен высокой плотности (ПЭВП, ПЭНД — ПолиЭтилен Низкого Давления (англ. HDPE — High-density polyethylene))
- Полиэтилен средней плотности (ПЭСП, MDPE — Middle-density polyethylene)
- Полиэтилен низкой плотности (ПЭНП, ПЭВД — ПолиЭтилен Высокого Давления (LDPE — Low-density polyethylene)
- Линейный полиэтилен низкой плотности (LLDPE — Linear low-density polyethylene)
- Линейный полиэтилен средней плотности (LMDPE — Linear middle-density polyethylene)
- Многослойный полиэтилен (COEX — coextrusion с англ. — «совместная экструзия»)
- Бумажные фасовочные пакеты могут быть с одной стороны полиэтиленовыми для визуального контроля.

В зависимости от назначения можно выделить следующие виды пакетов.
| Тип пакета                                     | Сырьё | Особенности |
| ---------------------------------------------- | --- | --- |
| Прозрачный фасовочный пакет                    | HDPE, MDPE, LDPE или их смеси                                                                               | Предназначены для хранения и транспортировки продуктов. Выполняет защитную функцию (защищает продукт от влаги и загрязнений). Чаще всего используются в продуктовых магазинах.                        |
| Пакеты-майки (от англ. T-shirt bags)           | Преимущественно из HDPE («шуршащие») или, в зависимости от назначения, из LDPE или линейного ПЭ («гладкие») | Своё название они получили за наличие и строение ручек. Такие пакеты дёшевы, вместительны и прочны. Чаще всего используются в супермаркетах и торговых точках.                                        |
| Пакеты с прорубной ручкой                      | HDPE, LLDPE, LDPE, COEX и ламинаты                                                                          | Производство пакетов такого типа считается самым трудным. Ручки бывают укреплённые (сварка «рейтер» (горячая), клеевая сварка (холодная)) и неукреплённые (у небольших пакетов плотностью до 90 мкм). |
| Пакеты с петлевой ручкой                       | HDPE, LLDPE, LDPE, COEX и ламинаты                                                                          | Производство пакетов такого типа считается самым трудным. Петлевая ручка изготавливается отдельно и присоединяется к пакету путём склейки или сварки.                                                 |
| Пакеты с прорубной ручкой из двухслойного HDPE | | Между слоями вставлена бумага с напечатанным на ней изображением. |
| Пакеты (мешки) для мусора                      | HDPE, LDPE, или их смеси с добавлением красителей                                                           | Также выпускаются с ручками (аналог пакета-майки) или с лентами для затягивания. |

Полиэтиленовые пакеты часто выпускаются с изображением логотипа заказавшей их выпуск организации (например: магазина), символа какого-либо события (например: праздника, фестиваля и т. д.) и другими изображениями.

## Экологическое восприятие
Благодаря своим характеристикам и способности обеспечивать герметичность, гигиеничность, продлять срок годности продуктов и т. п. пластик стал распространённым и незаменимым материалом во многих сферах, в частности, активно используется в пищевой промышленности, медицине, строительстве. Что касается одноразовых полиэтиленовых пакетов, то по оценкам, текущее мировое потребление сегодня составляет около 4 трлн пакетов в год.
Несмотря на то, что одноразовые пластиковые пакеты сейчас находятся в фокусе внимания регуляторов и широкой общественности ввиду отсутствия надлежащей системы их утилизации, по факту они экологичнее своих альтернатив. Для сравнения: нетканые ПП и хлопчатобумажные пакеты следует использовать не менее 14 и 173 раз соответственно, чтобы их экологический след был сопоставим с экологическим следом ПЭВП-пакета (как одноразового, так и многоразового использования).
Если сравнивать одноразовый ПЭВП-пакет с наиболее популярной альтернативой — бумажным пакетом, то для того, чтобы бумажный пакет оказал меньшее воздействие на истощение озонового слоя и экосистемы, чем в среднем оказывает пластиковый пакет, его необходимо использовать повторно 43 раза. При этом очевидно, что использовать бумажный пакет большое количество раз фактически невозможно ввиду ряда его характеристик — низкой прочности и т. п..
Одноразовый ПЭВП-пакет экологичнее бумажного аналога потому, что для его производства требуется в 4 раза меньше воды и энергии, и эмиссия парниковых газов при этом в 3 раза ниже. Более того, одноразовый ПЭВП-пакет даже экологичнее бумажного пакета с 30 % содержанием переработанной бумаги (причём если смотреть на протяжении всего жизненного цикла: производит в 2 раза меньше выбросов ПГ в СО2-экв., требует в 17 раз меньше воды, в 1,5 раза меньше ископаемого топлива и в 3,4 раза меньше энергии).
Несмотря на меньшую экологичность бумажных пакетов, многие страны стимулируют отказ от пластиковых пакетов в пользу альтернатив, в том числе бумажных. В Великобритании, например, некоторые крупные супермаркеты (Morrisons, Tesco, Sainsbury’s) переходят от одноразовых пластиковых пакетов к одноразовым бумажным для упаковки хлебобулочных изделий и продуктов на развес, и при этом признают, что осведомлены, что тем самым способствуют увеличению углеродного следа.
Какой бы тип пакета ни использовался, ключом к снижению воздействия на окружающую среду является его повторное использование максимальное количество раз. Как только пакет нельзя повторно использовать по исходному предназначению (например, для транспортировки продуктов) следует использовать его в другом применении — например, в качестве мешка для мусора.

### Биоразложение
По оценкам, в естественной среде деградация полиэтилена занимает сотни лет. При этом, в основном, происходит деградация пластика из-за ультрафиолетового излучения солнца и его распад на более мелкие фрагменты.
Существует множество исследований, направленных на поиск микроорганизмов, способных разлагать полиэтилен.
Плесневые грибки Penicillium simplicissimum способны за три месяца частично утилизировать полиэтилен, предварительно обработанный азотной кислотой. Относительно быстро разлагают полиэтилен бактерии Nocardia asteroides, обитающие в кишечнике индийской моли (Plodia interpunctella) бактерии способны разложить 100 мг полиэтилена за восемь недель, личинки восковой моли Galleria mellonella могут утилизировать полиэтилен ещё быстрее.
Данные бактерии способны разлагать пластики, а также использовать их как источник энергии, однако, способствуют этому они намного медленнее, чем нужно, чтобы их можно было использовать для утилизации мусора. К тому же, биологические агенты зависят от внешних условий и справляются только с мелкой фракцией и при наличии иных продуктов, предпочитают их пластику. Эти ферменты удаётся искусственно усилить или сделать более устойчивыми к условиям среды, но данный аспект не отменяет необходимость сортировки пластика. Наоборот, биотехнология предъявляет высокую степень к чистоте сырья.
Ошибочно полагать, что все пакеты, содержащие в своём названии приставку «био-», производятся из возобновляемого сырья и полностью разлагаются без вреда для окружающей среды.
Так, например:
- био-ПЭ производится из сахарного тростника, но при этом разлагается на горизонте до 400 лет (следовательно, требует специальных условий компостирования);
- полилактид (PLA) производится из кукурузы, пшеницы, мелассы и полностью разлагается на воду и СO2 от 3 месяцев до нескольких десятков лет, в зависимости от условий;
- оксо-разлагаемый ПЭ разлагается на микропластик и опасен для окружающей среды.

В целом, биоразлагаемые пластики оптимально использовать в тех видах пластиковых изделий, чей сбор и переработка технически сложна (одноразовые пакеты и посуда, упаковка для йогурта, чайные пакеты, ушные палочки и пр.) и утилизировать их вместе с органическими отходами (как делают, например, в Италии).

## Переработка пластиковых пакетов
Переработка полиэтиленовых пакетов имеет важное значение, поскольку в большинстве данный материал не подвергается биологическому разложению и накапливаться на свалках в течение продолжительного времени. При этом полиэтилен легко поддаётся переработке.
Целью переработки пакетов из пластика является снижение показателей загрязнения окружающей среды пластиковыми отходами. При этом, благодаря переработке, происходит уменьшение расходов на закупку сырья для изготовления новой пластиковой продукции.
Переработка пластиковых пакетов может привести к созданию новых, долговечных продуктов, которые могут быть экономически эффективными и безопасными, с точки зрения экологии.
К полиэтилену, поддающемуся переработке относят пакеты:
- для покупок;
- из-под молока, кефира и т. д.;
- для мусора;
- любые типы пакетов сделанных из ПЭНП.

Большинство перерабатывающих предприятий работают в два этапа:
1. Автоматическая или ручная сортировка пластмасс для устранения всех загрязняющих веществ из общей массы пластиковых отходов.
2. Плавка пластмассы в новую форму или измельчение в хлопья, а затем очередное плавление перед окончательной обработкой в гранулы.

К тому же, полиэтиленовые пакеты можно повторно использовать и применять в быту, а также переработать в домашних условиях для продления жизненного цикла материала.
Переработка полиэтиленовых пакетов может способствовать не только решению экологической проблемы загрязнения пластиковыми отходами, но и сокращению потребления ископаемых ресурсов для их производства (а также расходов на добычу и закупку сырья).

## Борьба с пластиковыми пакетами
Проблема пластикового загрязнения вызывает серьёзные опасения у современного общества.
В результате, в 76 странах мира, в которых проживает более 80 % населения Земного шара, введены ограничительные меры в части регулирования оборота пластиковых пакетов. В числе наиболее распространённых — добровольный отказ или законодательный запрет бесплатного распространения полиэтиленовых пакетов торговыми сетями.
Нет такого, чтобы для всего региона был характерен один тип регулирования — оно разнится от страны к стране и может даже различаться на уровне муниципалитетов/штатов и т. д. — всё зависит от ключевой предпосылки введения такого регулирования, в частности от уровня критичности ситуации с отходами в зоне потенциального действия регулирования (например, в Бангладеш пакеты служили одной из ключевых причин наводнений, так как забивали канализационные системы и водоводы и поэтому оптимальным решением было введение полного запрета — на производство и использование).
Самое жёсткое регулирование — в Африке и Азии (в некоторых странах этих регионов действует запрет на производство/импорт/использование пластиковых пакетов, нарушение которого карается тюремным заключением — для борьбы с нелегальным рынком пакетов; беспрецедентное наказание в Кении — штраф размером $38 000 или 4 года лишения свободы).
При запрете пластиковых пакетов важно учитывать риск возникновения бесконтрольной переориентации покупателей на бумажные пакеты (что вреднее с т. з. оценки жизненного цикла) или пластиковые мусорные мешки (что также не способствует решению «пластиковой» проблемы, в частности, снижению образования отходов, а наоборот, способствуют увеличению их доли). Так, например, в Калифорнии в результате запрета пластиковых пакетов, стало ещё больше отходов, чем до запрета, а также увеличилась нагрузка на природные ресурсы. Неоднозначные результаты ограничений заставили власти американских штатов задуматься об альтернативных решениях проблемы: к примеру, в Чикаго запрет одноразовых пластиковых пакетов был признан неэффективным и заменён на налог на одноразовые пакеты всех типов (включая пластиковые и бумажные). Благодаря таким мерам частота использования одноразовых пакетов снизилась на 27,7 %.

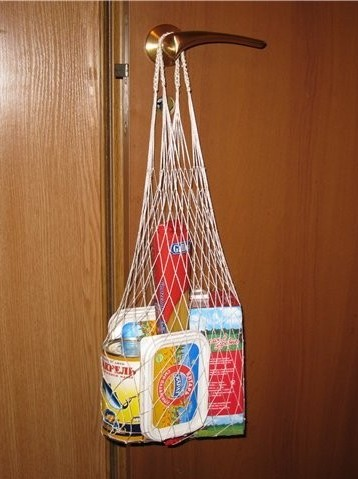
Авоська может быть заменой пластиковых пакетов для покупок

Альтернативой пластиковым пакетам для покупок являются многоразовые сумки из хлопка, однако их необходимо повторно использовать тысячи раз, чтобы они соответствовали экологическим показателям пластиковых пакетов.
Анализируя международный опыт, с точки зрения сокращения потребления пакетов и прочих экологических и социальных последствий, самая эффективная мера регулирования (как на законодательном уровне, так и в рамках государственно-частных добровольных соглашений) — запрет на бесплатную раздачу пакетов, в частности введение минимальной цены одновременно на одноразовый пластиковый и бумажный пакеты — в некоторых случаях это даже эффективнее, чем запрет одноразовых пластиковых пакетов при одновременном введении минимальной цены на бумажную альтернативу.
Российский экологический оператор (проводник реформы мусорной отрасли в РФ) считает более приоритетным развитие инфраструктуры по переработке пакетов из пластика, а также популяризацию среди населения альтернативных сумок. По мнению организации, вместо запрета на производство пластиковых пакетов, нужно стремиться к сокращению мусора, который нельзя переработать.
Новая Зеландия стала первой страной в мире, запретившей, в 2023 г., пластиковые пакеты.

## В кинематографе
- Сцена с подхваченным ветром полиэтиленовым пакетом — кульминация фильма «Красота по-американски» (1999)[33]. По словам сценариста фильма Алана Болла, красота по-американски — это этот полиэтиленовый пакет, «это способ посмотреть на мир, и увидеть, какая в нём невероятная красота»[34]. Создавая сценарий, Алан Болл думал о том, как вставить в фильм буддистскую метафору, и вспомнил, как однажды наблюдал за полиэтиленовым пакетом, кружащимся по ветру возле Всемирного торгового центра, и как тогда почувствовал «присутствие чего-то глубокого, но в то же время невероятно обыденного»[33]. В своей речи при получении премии «Оскар» Болл, помимо съёмочной группы фильма и своих близких, поблагодарил и «тот полиэтиленовый пакет возле Всемирного торгового центра» за то, что он «является тем, что он есть, и вдохновляет нас делать то, что мы делаем»[35].
- В 2009 году был снят короткометражный философско-экологический фильм «Полиэтиленовый пакет».
- В 2010 году был снят короткометражный фильм-ролик «Его величество полиэтиленовый пакет» (англ. The magestic plastic bag), посвящённый проблемам экологии, в частности образованию «мусорных островов» в Тихом океане.